# Plusieurs lunes
 (mars 2018).
Si vous disposez d'ouvrages ou d'articles de référence ou si vous connaissez des sites web de qualité traitant du thème abordé ici, merci de compléter l'article en donnant les références utiles à sa vérifiabilité et en les liant à la section « Notes et références ».
Albums de Véronique Sanson
Petits moments choisis Dignes, dingues, donc...
Plusieurs Lunes est le quatorzième album studio de la chanteuse Véronique Sanson.Cet album a été certifié disque d'or en 2010 pour plus de 50 000 exemplaires vendus en France.
Cet album existe en deux versions :
- version simple.
- version collector avec en bonus : un livret de photos et de partitions et une vidéo du making of de l'album.

## Titres
| No  | Titre                                                | Durée |
| --- | ---------------------------------------------------- | ----- |
| 1.  | La nuit se fait attendre                             | 3:30  |
| 2.  | Je veux être un homme                                | 3:42  |
| 3.  | Pas bô, pas bien                                     | 3:39  |
| 4.  | Qu'on me pardonne                                    | 4:22  |
| 5.  | Cliques-claques                                      | 3:13  |
| 6.  | Juste pour toi                                       | 4:12  |
| 7.  | Sale p'tite mélodie                                  | 4:05  |
| 8.  | Si toutes les saisons                                | 2:09  |
| 9.  | Say My Last Goodbye (en duo avec Christopher Stills) | 3:56  |
| 10. | Je me fous de tout                                   | 4:09  |
| 11. | Yayabo Aka Yayavo                                    | 1:40  |
| 12. | Tout dépend d'elle                                   | 3:32  |
| 13. | Vols d'horizons                                      | 5:08  |
| 14. | Aah... Enfin ! (instrumental)                        | 1:21  |

## Singles
- La nuit se fait attendre (single promo) 2010
- Qu'on me pardonne
- Juste pour toi
- Je veux être un homme - 28 février 2011

## Clips
- La nuit se fait attendre
- Qu'on me pardonne